# Fachhochschule des BFI Wien

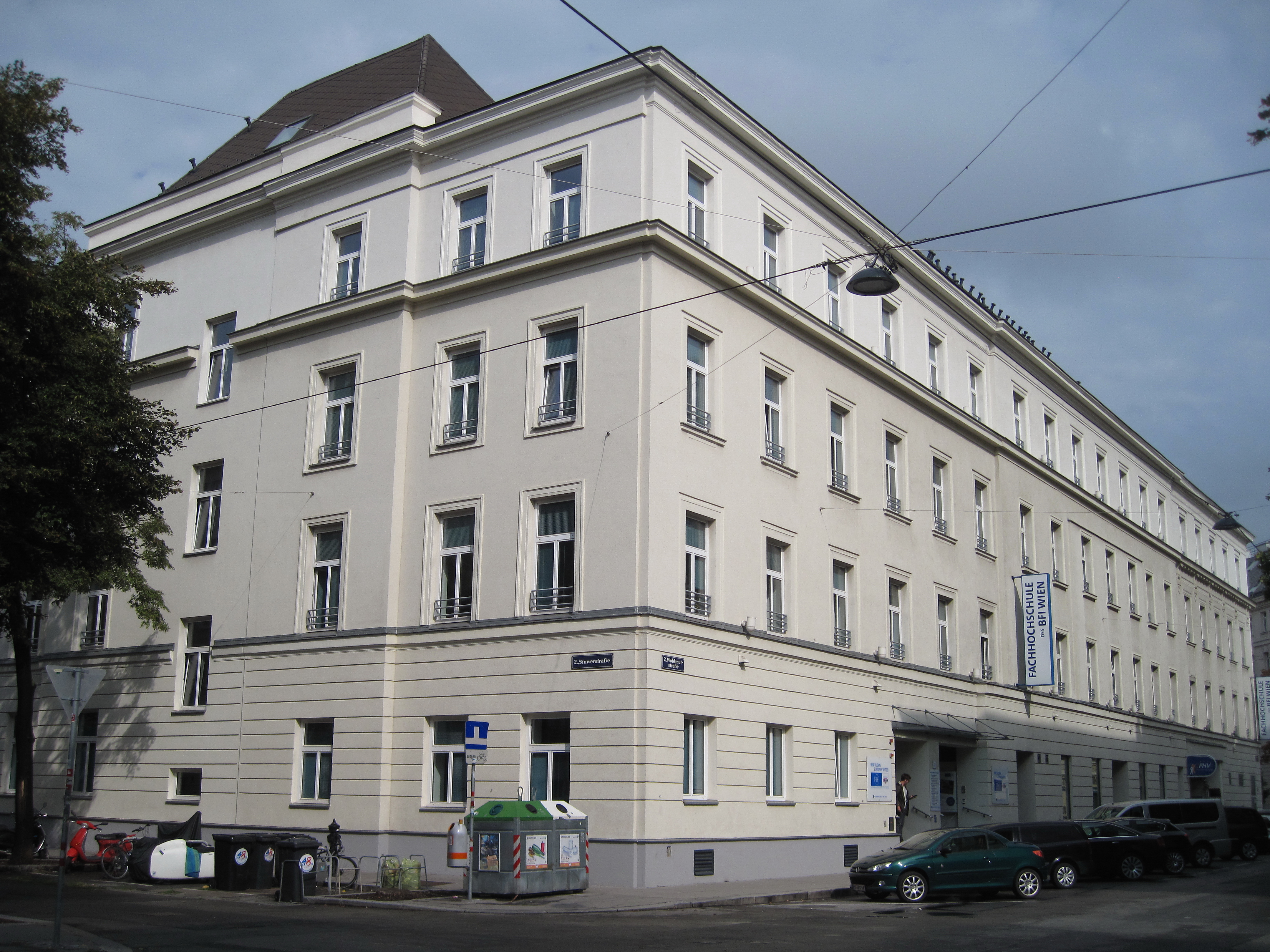
Fachhochschulstandort Wohlmutstraße/Ecke Stuwerstraße

Die Fachhochschule des BFI Wien, Hochschule für Wirtschaft, Management und Finance ist eine 1996 gegründete österreichische Fachhochschule mit Sitz in Wien. Sie befindet sich in unmittelbarer Nähe zum Wiener Prater, im 2. Wiener Gemeindebezirk Leopoldstadt; einige Studiengänge werden im Media Quarter Marx im 3. Bezirk Landstraße durchgeführt.

## Studium
Das Bachelor-Studium führt zu einem akademischen Abschluss nach 6 Semester, wobei die Studiengänge in Vollzeit und berufsbegleitend möglich sind.
Fast alle Master-Studiengänge sind berufsbegleitend organisiert. Zwei Masterstudiengänge finden in englischer Sprache statt. Es besteht (abhängig vom jeweiligen Studiengang) die Möglichkeit, Double Degree (zwei Abschlüsse) sowie einen PHD an der Universität von Bologna abzulegen.

## Forschung
Stefanie Wöhl ist Professorin für Politikwissenschaft und war EU Jean Monnet Chair „Diversity and Social Cohesion in the European Union“ im Studiengang Europäische Wirtschaft- und Unternehmensführung an der Fachhochschule des BFI Wien (2019 – 2022).

## Studiengänge
Die FH des BFI Wien bietet 10 Bachelor- und 8 Master-Studiengänge an.

### Bachelor-Studiengänge
- Bank- und Finanzwirtschaft
- Banking and Finance
- Europäische Wirtschaft und Unternehmensführung
- European Economy and Business Management
- Interactive Media and Games Business
- Logistik und Transportmanagement
- People and Culture Management
- Produktionsmanagement Film, TV und Streaming
- Projektmanagement und IT
- Technical Sales and Marketing

### Master-Studiengänge
- Digital HR Management und angewandtes Arbeitsrecht
- Europäische Wirtschaft und Unternehmensführung
- Europäische Wirtschaftspolitik
- International Banking and Finance
- Logistik und strategisches Management
- Projektmanagement und Data Analytics
- Projektmanagement und Organisation
- Quantitative Asset and Risk Management

## Weiterbildungsangebote
Die FH des BFI Wien bietet über ihr Executive Education Center diverse Weiterbildungslehrgänge an, überwiegend im Management-Bereich. In Zusammenarbeit mit der E-Learning Group werden unter anderem MBA-Programme mit Fokus auf Digitaler Transformation, Künstlicher Intelligenz und General Management angeboten.